# 救命病棟24時のサウンドトラック
救命病棟24時のサウンドトラックでは、フジテレビ系で放送されたテレビドラマ『救命病棟24時』各作品のサウンドトラックについて述べる。
本稿では、以下の作品群について解説する。
- THE VOICE OF FATE~救命病棟24時 オリジナル・ドラマ・トラックス~
- 救命病棟24時 オリジナル・サウンドトラックII
- 救命病棟24時 オリジナル・サウンドトラックIII
- オリジナルサウンドトラック 救命病棟24時 2009
- 救命病棟24時 5th series オリジナル・サウンドトラック

## THE VOICE OF FATE~救命病棟24時 オリジナル・ドラマ・トラックス~
1999年1月～3月放映の第1シリーズのサウンドトラック。DREAMS COME TRUEの中村正人を中心に、当時彼が注目していたバンド・CALLING OF A MIRACLEとのコラボレーションで製作された作品。中村のドラマサントラへのこだわり（詳細は中村正人#人物を参照）から、CD名称が本作のみ「サウンドトラック」ではなく「ドラマ・トラックス」となっている。
収録曲
1. 救命病棟24時のテーマ
  - 作曲:中村竜哉、編曲:中村竜哉

ドラマのテーマ曲。オープニングで流れる。劇中でも流れる。
2. calling of a miracle
  - 作曲:中村竜哉、編曲:中村竜哉、編曲:KING MASA
3. hurry up!
  - 作詞:中村正人、作曲:中村竜哉、編曲:中村竜哉、編曲:KING MASA
4. 風日
  - 作曲:中村竜哉、編曲:中村竜哉、編曲:KING MASA
5. trouble man
  - 作詞:中村正人、作曲:吉田美和、作曲:中村竜哉、編曲:中村竜哉、編曲:KING MASA
6. ready to go! theme of dr.shindoh
  - 作曲:中村竜哉、編曲:中村竜哉

進藤のテーマ曲。
7. confusion
  - 作曲:中村竜哉、編曲:中村竜哉、編曲:KING MASA
8. 朝がまた来る instrumental ballad mix
  - 作曲:吉田美和、作曲:中村正人、編曲:中村竜哉

主題歌のインストゥルメンタル・バラード・ミックス。
9. the time
  - 作詞:中村正人、作曲:中村竜哉、編曲:中村竜哉、編曲:KING MASA
10. live or die
  - 作曲:中村竜哉、編曲:中村竜哉
11. 三日月 scat version
  - 作曲:吉田美和、編曲:中村正人

挿入歌のスキャット・バージョン。
12. crisis! crisis!
  - 作曲:中村竜哉、編曲:中村竜哉
13. 楓
  - 作曲:中村竜哉、編曲:中村竜哉、編曲:KING MASA

楓のテーマ曲。
14. song of sorrow
  - 作曲:中村竜哉、編曲:中村竜哉、編曲:KING MASA
15. 朝がまた来る tv mix
  - 作詞:吉田美和、作曲:吉田美和、作曲:中村正人、編曲:中村正人

主題歌のテレビ・ミックス。ドラマのエンディングで流れるのはこのバージョン。

## 救命病棟24時 オリジナル・サウンドトラックII
2001年7月から8月に放送された第2シリーズのサウンドトラック。音楽担当者はサウンドトラックの名手とも呼ばれる佐橋俊彦。第1シリーズの担当者から変わったため、作風なども変化している。2005年に放送された第3シリーズでもこのサウンドトラックに収録されている数曲を使用している。
収録曲
1. 「救命病棟24時」-Opening Title-
  - 作曲:佐橋俊彦、編曲:佐橋俊彦

オープニングタイトル曲。オープニングタイトルでのみ流れる。
2. 鼓動
  - 作曲:佐橋俊彦、編曲:佐橋俊彦
3. とどかぬ想い
  - 作曲:佐橋俊彦、編曲:佐橋俊彦
4. たまきのテーマ
  - 作曲:佐橋俊彦、編曲:佐橋俊彦

たまきのテーマ曲。
5. ICU
  - 作曲:佐橋俊彦、編曲:佐橋俊彦
6. やさしいまなざし
  - 作曲:佐橋俊彦、編曲:佐橋俊彦
7. 家族愛
  - 作曲:佐橋俊彦、編曲:佐橋俊彦

後曲『陽だまり』と同じメロディー。
8. 進藤のテーマ
  - 作曲:佐橋俊彦、編曲:佐橋俊彦

進藤のテーマ曲。
9. 命の糸
  - 作曲:佐橋俊彦、編曲:佐橋俊彦
10. 語らい
  - 作曲:佐橋俊彦、編曲:佐橋俊彦
11. 若い二人
  - 作曲:佐橋俊彦、編曲:佐橋俊彦

『若い二人』とは研修医の二人の事。
12. 移植手術
  - 作曲:佐橋俊彦、編曲:佐橋俊彦
13. 長い雨
  - 作曲:佐橋俊彦、編曲:佐橋俊彦
14. 10%の確率
  - 作曲:佐橋俊彦、編曲:佐橋俊彦
15. 笑顔をもう一度
  - 作曲:佐橋俊彦、編曲:佐橋俊彦
16. とどかぬ想い～救命救護
  - 作曲:佐橋俊彦、編曲:佐橋俊彦
17. 陽だまり
  - 作曲:佐橋俊彦、編曲:佐橋俊彦
18. いつのまに(Instrumental Version)
  - 作曲:中村正人、作曲:吉田美和、編曲:佐橋俊彦

主題歌のインストゥルメンタル・バージョン。

## 救命病棟24時 オリジナル・サウンドトラックIII
2005年1月から3月に放送された第3シリーズのサウンドトラック。音楽担当者は第2シリーズに引き続き佐橋俊彦。前作と比較して曲数も増え、収録時間も1時間を超えている。また、第3シリーズは大地震をテーマにしているので、第2シリーズの音楽とは少し作風も異なる。
収録曲
1. 「救命病棟24時」-main theme-
  - 作曲:佐橋俊彦、編曲:佐橋俊彦
2. 心の扉
  - 作曲:佐橋俊彦、編曲:佐橋俊彦
3. 運命
  - 作曲:佐橋俊彦、編曲:佐橋俊彦
4. 始動
  - 作曲:佐橋俊彦、編曲:佐橋俊彦
5. Lifeline
  - 作曲:佐橋俊彦、編曲:佐橋俊彦
6. 葛藤
  - 作曲:佐橋俊彦、編曲:佐橋俊彦
7. 進藤のテーマ
  - 作曲:佐橋俊彦、編曲:佐橋俊彦
8. 楓のテーマ-Part I-
  - 作曲:佐橋俊彦、編曲:佐橋俊彦
9. 楓のテーマ-Part II-
  - 作曲:佐橋俊彦、編曲:佐橋俊彦
10. 天使達の休息
  - 作曲:佐橋俊彦、編曲:佐橋俊彦
11. 木漏れ日
  - 作曲:佐橋俊彦、編曲:佐橋俊彦
12. 優しい光景-Part I-
  - 作曲:佐橋俊彦、編曲:佐橋俊彦
13. 優しい光景-Part II-
  - 作曲:佐橋俊彦、編曲:佐橋俊彦
14. 戦士達
  - 作曲:佐橋俊彦、編曲:佐橋俊彦
15. 蘇生
  - 作曲:佐橋俊彦、編曲:佐橋俊彦
16. 尊厳
  - 作曲:佐橋俊彦、編曲:佐橋俊彦
17. 生命の行方
  - 作曲:佐橋俊彦、編曲:佐橋俊彦
18. 守りたいもの
  - 作曲:佐橋俊彦、編曲:佐橋俊彦
19. 試練の時
  - 作曲:佐橋俊彦、編曲:佐橋俊彦
20. EMERGENCY ROOM
  - 作曲:佐橋俊彦、編曲:佐橋俊彦
21. それぞれの愛
  - 作曲:佐橋俊彦、編曲:佐橋俊彦
22. 明日葉～再生～
  - 作曲:佐橋俊彦、編曲:佐橋俊彦
23. 「救命病棟24時」-main theme-(Another Version)
  - 作曲:佐橋俊彦、編曲:佐橋俊彦
24. 生きる
  - 作曲:佐橋俊彦、編曲:佐橋俊彦
25. 明日葉～希望～
  - 作曲:佐橋俊彦、編曲:佐橋俊彦
26. 何度でも(Instrumental Version)
  - 作曲:中村正人、作曲:吉田美和、編曲:佐橋俊彦
27. 何度でも(オルゴール)
  - 作曲:中村正人、編曲:吉田美和、編曲:佐橋俊彦

## オリジナルサウンドトラック 救命病棟24時 2009
2009年7月から9月に放送された第4シリーズのサウンドトラック。音楽担当者は第2シリーズや第3シリーズから変わり、吉俣良。第2シリーズ、第3シリーズとは作風が違う。また、この第4シリーズは今までの音楽は全て封印され、吉俣の新曲のみが使用されている。主題歌のインストゥルメンタルバージョンが収録されなくなった点もこれまでと異なる。
収録曲
1. The Main Theme-Emergency Room 24 hours-
  - 作曲:吉俣良、編曲:吉俣良

ドラマのテーマ曲。オープニングタイトルで流れ、劇中にも使われる。
また、第3話・第4話のオープニングタイトルでは一部アレンジが加えられている。
2. Reason To Believe
  - 作曲:吉俣良、編曲:吉俣良

クライマックスのシーンでよく使用された曲。
3. Anthurium
  - 作曲:吉俣良、編曲:吉俣良
4. The Rescue Team
  - 作曲:吉俣良、編曲:吉俣良
5. into a coma
  - 作曲:吉俣良、編曲:吉俣良
6. memoria
  - 作曲:吉俣良、編曲:吉俣良
7. Break In The Clouds
  - 作曲:吉俣良、編曲:吉俣良
8. Kaede
  - 作曲:吉俣良、編曲:吉俣良

小島のテーマ曲。
9. His Answer
  - 作曲:吉俣良、編曲:吉俣良
10. Staircase
  - 作曲:吉俣良、編曲:吉俣良
11. Critical Condition
  - 作曲:吉俣良、編曲:吉俣良
12. Smoke In The Lounge
  - 作曲:吉俣良、編曲:吉俣良
13. Serious Grave
  - 作曲:吉俣良、編曲:吉俣良
14. Wondering Around
  - 作曲:吉俣良、編曲:吉俣良
15. Somewhere Between
  - 作曲:吉俣良、編曲:吉俣良
16. iced box
  - 作曲:吉俣良、編曲:吉俣良

ドラマでは抜き取られて使用されていたが、ドアのきしむ音や、ガラスが割れる音などが収録されている。
17. insomnia
  - 作曲:吉俣良、編曲:吉俣良
18. Hope For Tomorrow
  - 作曲:吉俣良、編曲:吉俣良
19. Destination
  - 作曲:吉俣良、編曲:吉俣良
20. The Main Theme-Emergency Room 24 hours-(slow version)
  - 作曲:吉俣良、編曲:吉俣良

前曲『The Main Theme-Emergency Room 24hours』のスロウバージョン。

## 救命病棟24時 5th series オリジナル・サウンドトラック
2013年7月から9月に放送された第5シリーズのサウンドトラック。音楽担当者は佐藤直紀。今回も、他のシリーズの音楽は使われていないが、主題歌のインストゥルメンタルバージョンは収録されている。"Emergency Room 24"・"Strain"など、医療機器の警告音を取り入れた曲があるのはこれまでのシリーズには無かったところ。
収録曲
1. Emergency Room 24
  - 作曲・編曲:佐藤直紀

オープニングテーマ曲。
2. Life is hope
  - 作曲・編曲:佐藤直紀
3. Strain
  - 作曲・編曲:佐藤直紀
4. Acute
  - 作曲・編曲:佐藤直紀
5. Come to earth
  - 作曲・編曲:佐藤直紀
6. Transplanting
  - 作曲・編曲:佐藤直紀
7. Wait-and-See
  - 作曲・編曲:佐藤直紀
8. Will
  - 作曲・編曲:佐藤直紀
9. Conflict
  - 作曲・編曲:佐藤直紀
10. Endless possibilities
  - 作曲・編曲:佐藤直紀
11. Justice
  - 作曲・編曲:佐藤直紀
12. Aspiration
  - 作曲・編曲:佐藤直紀
13. Definition
  - 作曲・編曲:佐藤直紀
14. Lord
  - 作曲・編曲:佐藤直紀
15. さぁ鐘を鳴らせ instrumental
  - 編曲:佐藤直紀 作曲:中村正人/吉田美和